# 双龙寺

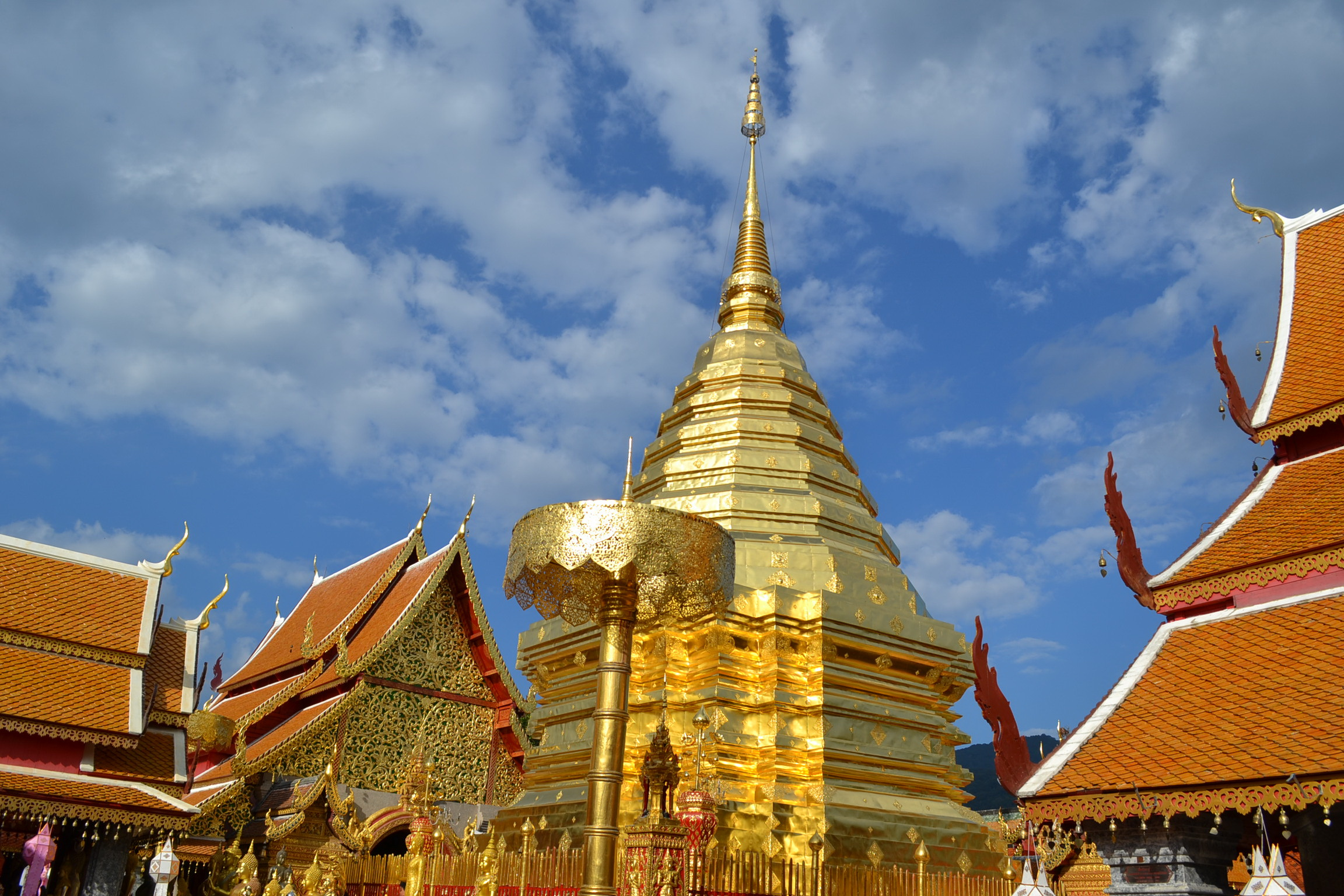
素贴寺

双龙寺:119又名素贴寺、素岳寺，是泰国的一座上座部佛教寺庙，位于清邁府的素贴山（素岳山）上，距离清迈市15公里，是游客的热门目的地。
该寺据称创立于1383年。游客进入该寺需要攀登309级台阶，或乘坐电车（本国人免费，外国人30泰铢）。

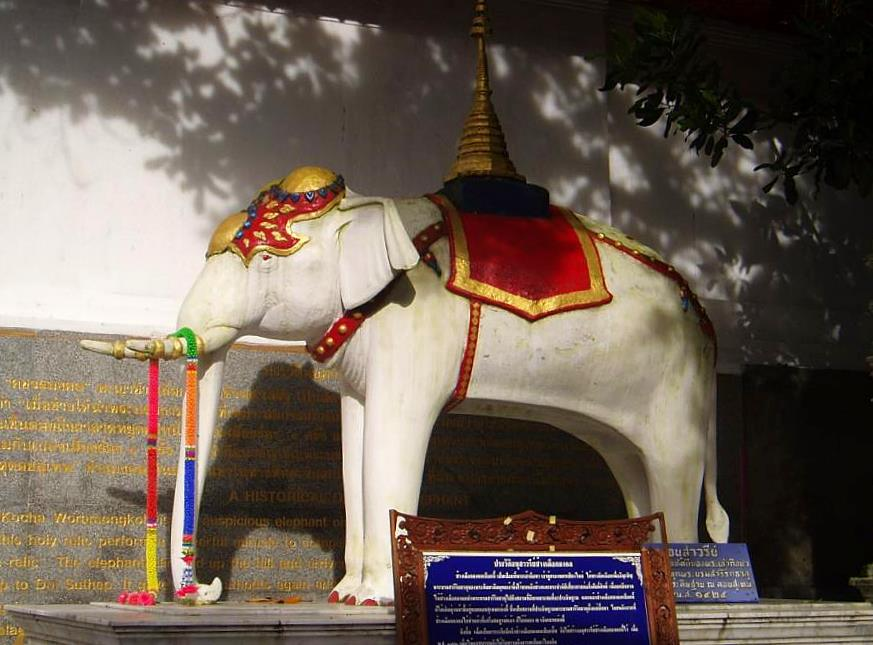
白象

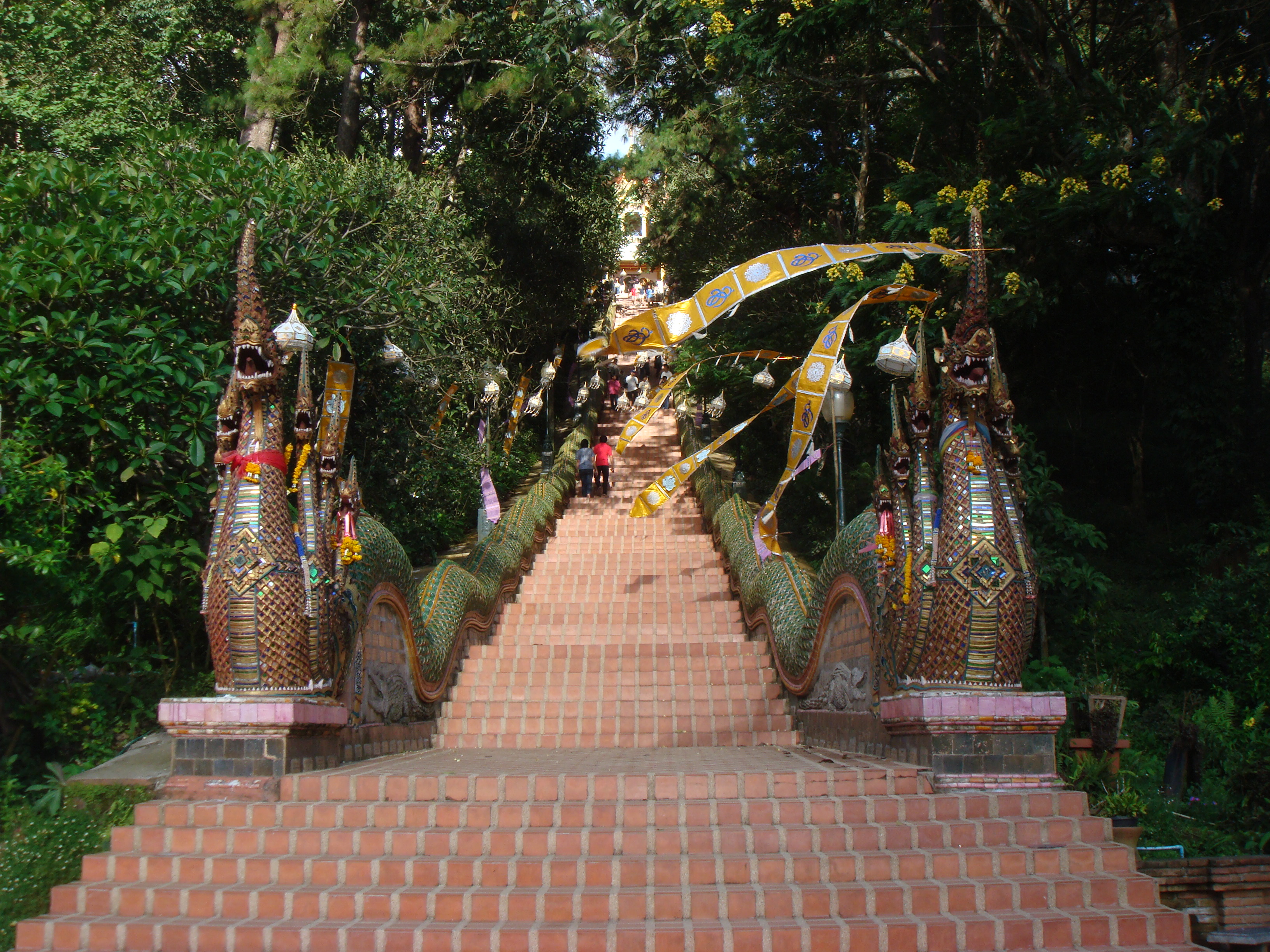
台阶

游客进入寺内必须脱鞋，穿着适当。